# Skaraborgs flygflottilj
Skaraborgs flygflottilj (F 7) eller F 7 Såtenäs är en flygflottilj inom svenska flygvapnet som verkat i olika former sedan 1940. Förbandsledningen är förlagd i Såtenäs garnison vid Såtenäs flygplats.

## Historik
Inför 1936 års försvarsbeslut, föreslog 1930 års försvarskommissions betänkande som kom år 1935, att de fyra befintliga flygkårerna skulle utökas till sju, samtidigt skulle en flottiljorganisation införas. Den sittande regeringen föreslog i sin proposition att Värmlands regemente skulle upplösas och avvecklas och dess kasernetablissement under hösten 1939 överlämnas till flygvapnet för att överlämnas till Värmlands flygflottilj. Dock antogs inte regeringens proposition, utan istället lade oppositionen fram en motion, vilken däremot antogs av riksdagen. Oppositionen föreslog istället att Värmlands regemente skulle kvarstå, dock reducerad till Värmlands fältjägarbataljon. Dock så delade oppositionen i sin motion regeringens förslag om att förlägga en flygflottilj med Flygvapnets underofficersskola till Karlstad. Därmed skulle Värmlands fältjägarbataljon tillsammans med Värmlands flygflottilj dela på kasernetablissementet på Kasernhöjden i Karlstad. 
Beslutet med att förlägga Värmlands flygflottilj tillsammans med Flygvapnets underofficersskola till Karlstad revs upp 1938 av Regeringen Hansson II. Bakgrunden var att Chefen för flygvapnet och Flygförvaltningen i efterhand lyft olika synpunkter, där man menade att det var mindre lämpligt och i varje fall omöjligt att genomföra riksdagens beslut inom den angivna kostnadsramen att förlägga en flygflottilj till Karlstad. Bland annat hade Värmlandsbanan elektrifierats (vilket skapar radiostörningar) 1935, vilken löpte i omedelbar anslutning till det planerade flygfältsområdets östra begränsningslinje. Detta ansågs medföra att områdets användbarhet såsom permanent militärt flygfält försämrats. Söder om flygfältsområdet pågick en ökad civil bebyggelse. Därmed ansågs flygfältet praktiskt taget helt sakna utvecklingsmöjligheter. Som alternativ till Karlstad ansåg flygmyndigheterna att områdena Närkeslätten söder om Örebro samt Västgötaslätten. Västgötaslättens intill södra Vänernstranden förordades med hänsyn till kravet på lämplig bomb- och skjutterräng. De orter som utreddes som förläggningsort för Värmlands flygflottilj var i ordningsföljden Karlstad, Karlskoga, Örebro, Trollhättan södra Vänernstranden mellan Lidköping och Halleberg. Den plats som till sist valdes var Såtenäs utanför Lidköping. Bakgrunden till valet var att förhållandena i fred var i flera avseenden överlägset samtliga övriga behandlade alternativ. Genom att Värmlands flygflottilj istället förlades till Såtenäs, bytes rollerna med Västgöta flygflottilj. Där Västgöta flygflottilj enligt försvarsbeslutet skulle vara en medeltung bombflottilj och Värmlands flygflottilj en lätt bombflottilj. Men istället blev Värmlands flygflottilj en medeltung bombflottilj och Västgöta flygflottilj en lätt bombflottilj. Då båda flygflottiljerna låg i Västergötland ansågs det att nya benämningar skulle fastställas för Karlsborgs- och Såtenäsflottiljerna. Att det sedan blev Såtenäs som blev förläggningsplats till den nya flottiljen berodde på möjligheten att bygga bomb- och skjutmål i flottiljens omedelbara närhet. Det sägs även att dåvarande kung Gustaf V hade sett Såtenäs från luften och pekat och sagt att där ska flottiljen ligga. Namnet Såtenäs sägs härröra från namnet Såten (fiskeplatsen) på Näset.
Den 8 juni 1938 antog riksdagen det förslag som regeringen lagt fram, om att istället förlägga Värmlands flygflottilj till Såtenäs i Västergötland. Riksdagsbeslutet medförde även att försvaret tillfördes extra anslag till försvaret på 20 miljoner. I Såtenäs skulle flottiljen förläggas till Såtenäs gods, vilken Staten köpte för 685 000 kronor. Den 22 september 1938 undertecknade dåvarande flygvapenchefen Torsten Friis köpeavtalet gällande Såtenäs gods. Värmlands flygflottilj kom under 1938 att anta namnet Göta flygflottilj. I februari 1940 beslutade riksdagen om ytterligare två nya flottiljer, där den ena skulle lokaliseras till Göteborg. Detta föranledde till att namnet ändrades till Skaraborgs flygflottilj. Den 1 juli 1940 invigdes flottiljen officiellt, flottiljens första chef blev överstelöjtnanten Folke Ramström. Dock dröjde det fram till 1943 innan flottiljen fick sin fana överlämnad av HKH Prins Gustav Adolf, vilket skedde i Såtenäs.
Flottiljen blev en del av Andra flygeskadern (E 2). Och det första året vid flottiljen gick åt till byggnadsverksamhet, organisations- och markutbildning. Först i maj 1941 startade flygutbildningen vid 1. divisionen Gustav Röd, vilken vid den tiden även var flottiljens enda division. Divisionen beväpnades med italiensktillverkade Caproni Ca.313, som av Flygvapnet betecknades B 16. Även flottiljens 2. division, Gustav Blå beväpnades med B 16 när den sattes upp senare delen av 1941. År 1942 började flottiljen tillföras det svensktillverkade B 17, som under 1943 ersatte B 16 helt och hållet. I oktober 1943 tillträdde Stig Wennerström som divisionschef för 1. divisionen, Gustav Röd. En befattning han hade till 1946. År 1947 tillfördes B 18, vilket flottiljen flög med fram till 1951.
I början av 1950-talet omorganiserades flottiljen från att ha varit en medeltung bombflottilj till att bli en attackflottilj. I samband med det överfördes flottiljen till Första flygeskadern (E 1), senare även känd som "ÖB:s klubba". Bland annat så tillfördes flygplanet A 21R, och med det tog även flottiljen steget in i jetåldern. A 21R, eller Saab 21R som det formellt hette, var även Sveriges första jetflygplan. Det var en vidareutveckling av Saab 21, vilken fanns på flottiljen åren 1947–1948.
A 21R var ett flygplan som flögs vid flottiljen fram till 1957, då det började fasas ut och ersättas med J 29B Tunnan, ibland kallad A 29B, som var en attackversion av Tunnan. Tunnan blev det första enhetsflygplanet och ersatte inom Flygvapnet sex olika flygplanssystem. Vid F 7 kom Tunnan att vara i tjänst endast tre år, då den hösten 1956 ersattes av allvädersattackplanet A 32A Lansen. F 7 blev den andra flottiljen, efter Blekinge flygflottilj (F 17), som blev tillförd attackversionen av Saab 32 Lansen.
I början på mars 1965 kom den första Tp 84 Hercules till Såtenäs, som därmed även blev första förbandet i Europa att använda typen. Till en början var den inhyrd, men ett halvår senare köptes den av Flygvapnet. Ytterligare en införskaffades 1969, och en tredje 1975. Fem stycken till kom i tjänst under åren 1981–1982. En stor del av transportflygets uppdrag är utomlands. Flygplanen flögs av 71. transportflygdivisionen.
I samband med att Göta flygflottilj (F 9) avvecklades 1969 överfördes sektoransvaret för luftförsvarssektor W2 (även känd som LFC Svalan) till F 7. Sektorn täckte geografiskt sett västra Sverige. År 1981 överfördes flottiljens sektoransvar till Skånska flygflottiljen (F 10), när sektor W2 sammanslogs med S1 och S2 och bildade Sektor Syd. Denna leddes från Skånska flygflottiljen (F 10) i Ängelholm, som med det blev en storsektorflottilj med nya beteckningen F 10/Se S. Den 1 juli 1993 omorganiserades Sektor Syd till Södra flygkommandot (FK S).
F 7 blev 1973 den första Viggen-flottiljen i Flygvapnet, då 2. divisionen, Gustav Blå, omskolades till attackversionen AJ 37. Detta åtföljdes av att 1. divisionen, Gustav Röd, 1974 omskolades till AJ 37. Åren 1991–1994 genomgick AJ 37 ett modifieringsprogram, vilket gav flygplanet spaningsförmåga. De modifierade individerna benämndes AJS 37. I och med att Bråvalla flygflottilj avvecklades, överfördes ett visst antal flygplan av SF 37 till F 7. Dessa genomgick samma modifieringsprogram som AJ 37, och betecknades senare som AJSF 37. AJS 37 togs ur tjänst vid flottiljen och Flygvapnet 1997, och AJSF 37 togs ur tjänst vid flottiljen 1998. Flottiljens kvarvarande AJSF 37 överfördes till F 10 i Ängelholm och F 21 i Luleå.
Den 8 juni 1993 mottog flottiljen sin första serieproducerade JAS 39A Gripen, individ 39102, vid en ceremoni vid Saab:s verkstäder. Hösten 1997 hade flottiljens 2. division, Gustav Blå, omskolats helt från Viggen-systemet till Gripen-systemet, och blev från november 1997 Flygvapnets första operativa och krigsplacerade Gripen-division. Vid den tidpunkten var det planerat att tolv divisioner inom Flygvapnet fram till 2006 skulle beväpnas med Gripen-systemet. Två år senare, 1998, var det dags för flottiljens 1. division att omskolas till JAS 39A Gripen. Vilket markerades med en avskedsceremoni vid flottiljen den 15 oktober 1998, då elva Viggen-flygplan flög i formation över flottiljen. Till ceremonin hade personal som någon gång arbetat med Viggen vid flottiljen bjudits in.
Den 31 december 1997 överfördes flygräddningsgruppen vid flottiljen till den nybildade Helikopterflottiljen, vilken blev ansvarig för all helikopterverksamhet inom Försvarsmakten.
I samband med försvarsbeslutet 2000 påverkades inte flottiljen nämnvärt, då den ansågs ha en avgörande betydelse för utvecklingen av JAS 39 Gripen. I arbetet med propositionen kom flottiljen upp som ett förslag till ny förläggning av Flygskolan, då det ansågs att Flygskolan var i behov av en flygplats med korsande banor (vilka fanns vid F 7, F 10 och F 16). Regeringen gjorde dock bedömningen att det inte var lämpligt att lokalisera Flygskolan till F 7, detta på grund av just den omfattande Gripenverksamheten som bedrivs vid flottiljen.
Genom försvarsbeslutet 2004 beslutades att Flygbasjägarskolan (FBJS) skulle omlokaliseras till Ronneby, och där samlokaliseras med Blekinge flygflottilj (F 17). Vidare utgick flottiljens två divisioner ur insatsorganisationen, men kvarstod som utbildningsdivisioner. Genom försvarsbeslutet blev flottiljen en renodlad utbildningsflottilj, och dess enda förband ingående i insatsorganisationen var delar ur Transport- och specialflygenheten.
Under hösten 1996 levererades individ 39131, vilket kom att bli PRI-flygplan, ett så kallat prioritetsflygplan. Syftet med ett prioritetsflygplan är att det flygs intensivare än övriga flygplan, för att studera driftserfarenheter innan andra flygplan når samma drifttid. Under våren 2010 nådde individ 39131 tvåtusen flygtimmar genom 2726 flygpass, vilket gjorde den till Gripenvärldsmästare i flygtid.
Under 2010 påbörjade flottiljens divisioner omskolning till C- och D-versionerna av JAS 39 Gripen. Sista flygningen med JAS 39A/B genomfördes på luciadagen, då tio individer flög i en julgransformation över delar av Västra Götalands län. Flottiljen blev sista flottilj inom Flygvapnet att övergå från A/B-versionen till C/D-versionen.
Från den 1 januari 2016 kom flottiljen återigen att organiseras som ett insatsförband. Detta efter att flottiljen den 1 januari 2005 övergått till att enbart bli ett utbildningsförband inom Flygvapnet – bortsett från Transport- och specialflygenheten vilken själv kom att stå för Skaraborgs flygflottiljs insats del.

### Viktigare årtal
Nedan redovisas årtal som påverkat flygflottiljens verksamhet

- 1936: Riksdagen beslutar om att Värmlands flygflottilj ska bildas med förläggning i Karlstad.
- 1938: Riksdagen beslutar om att Värmlands flygflottilj istället ska förläggas till Såtenäs.
- 1938: Värmlands flygflottilj namnändras till Göta flygflottilj.
- 1940: Flottiljen bildas den 1 juli som Skaraborgs flygflottilj.
- 1943: Flottiljen organiseras som en lätt bombflottilj.
- 1951: Omorganiseras till attackflygflottilj.
- 1954: A 29B Tunnan tillförs till flygflottiljen.
- 1956: A 32A Lansen tillförs till flygflottiljen.
- 1965: Blir ansvarig för transportdivision Tp 84 Hercules.
- 1969: Flottiljen organiseras som sektorflottilj, med ansvarar för sektor W2.
- 1973: AJ 37 Viggen tillförs till flygflottiljen.
- 1977: Gustav Gul avvecklas
- 1977: 71. flygtransportdivisionen bildas.
- 1981: Flygflottiljens sektoransvar överförs till F 10.
- 1983: Flygbasjägarskolan tillförs till flygflottiljen.
- 1987: Chefen för Flygvapnet beslutar att flygflottiljen blir den inledande flottiljen som omskolas till JAS 39 Gripen.
- 1988: Chefen för Flygvapnet beslutar att flyg- och simulatorutbildning centraliseras till flottiljen.
- 1993: Flygflottiljens tillförs den 8 juni sin första JAS 39A Gripen.
- 1994: Flygflottiljens blir en ingående flottilj inom Södra flygkommandot (FK S).
- 1996: Gripencentrum invigs den 9 juni.
- 1997: Flygflottiljens 2. flygdivision, Gustav Blå, krigsplaceras och blir fullt operativ med JAS 39A/B Gripen.
- 1998: Flygflottiljens AJS 37 Viggen-plan överförs till F 10 i Ängelholm och F 21 i Luleå.
- 1998: Flygflottiljens 1. division, Gustav Röd, omorganiseras från en attack- till stridsflygdivision.
- 2004: Flygflottiljens två stridsflygdivisioner utgår ur flygvapnets insatsorganisation.
- 2005: Flygflottiljens två stridsflygdivisioner omorganiseras till utbildningsdivisioner.
- 2005: Flygbasjägarskolan omlokaliseras genom försvarsbeslutet 2004 till F 17 i Kallinge.
- 2007: Gustav Gul sätts upp igen, nu som utbildningsdivision.
- 2010: Omskolning av flottiljen till C- och D-versionerna av JAS 39 Gripen påbörjas.
- 2010: Flygflottiljens prioritetsflygplan (39131) av modell JAS 39A passerade 2000 flygtimmar i maj.[19]
- 2012: Sista flygningen med JAS 39A/B genomfördes på luciadagen. Flygflottiljen omställs nu helt till JAS 39C/D.
- 2012: Gustav Gul avvecklas den 31 december.
- 2016: Flygflottiljens utbildningsdivisioner omorganiseras till stridsflygdivisioner.

## Ingående enheter
| Beteckning                | Namn/anropssignal                 | Aktiv              | Kommentar                          |
| ------------------------- | --------------------------------- | ------------------ | ---------------------------------- |
| 71. stridsflygdivisionen  | Gustav RödSpider                  | 1940–20102010–     |                                    |
| 72. stridsflygdivisionen  | Gustav BlåGhost                   | 1941–20102010–     |                                    |
| 73. transportflygskvadron | Mighty                            | 1977–              |                                    |
| 74. specialflygskvadron   |                                   |                    |                                    |
| 75. statsflygskvadron     |                                   |                    |                                    |
|                           |                                   |                    |                                    |
| 73. attackflygdivisionen  | Gustav Gul                        | 1941–1977          | Upplöstes 1977                     |
| 73. skolflygdivisionen    | Gustav GulGremlin                 | 2007–20102010–2012 | Upplöstes 2012                     |
| W2                        | Luftförsvarssektor W2             | 1969–1981          | Uppgick 1981 i Sektor Syd          |
| 7. TSFE                   | Transport- och specialflygenheten | 1977–2018          |                                    |
| FbjS                      | Flygbasjägarskolan                | 1983–2004          | Överförd 2005 till Kallinge        |
|                           | Gripencentrum                     | 1996–              | Internationellt utbildningscentrum |

### 71.stridsflygdivisionen
71. stridsflygdivisionen eller Spider (ursprungligen Gustav Röd) är 1. divisionen vid Skaraborgs flygflottilj. Divisionen bildades 1 oktober 1940 som en medeltung bombflygdivision med flygplantilförsel från november 1940 och med kapten Jean Dubois som första chef. Divisionens första flygplanstyp var B 16 Caproni och därefter kom man under 1940-talet flyga med flygplan som B 4, B 5, B 17, B 18 och transportflygplan B 3/TP 9. I oktober 1943 tillträdde Stig Wennerström som divisionschef, en befattning han hade till 1946. År 1951 omorganiserades divisionen till att bli en attackflygdivision, och tog divisionen steget in i jetflygåldern med A 21R, och fortsatte sedan med A 29 Tunnan och A 32 Lansen. Organisatoriskt bestod divisionen åren 1940–1963 av en flygavdelning (flygande personal) och en stationsavdelning (markpersonal). Stationsavdelningen ombildades 1963 till 1. stationskompaniet och men har på senare tid nämnändrtats  11. flygunderhållskompaniet. År 1974 beväpnades divisionen med AJ 37 Viggen, vilken modifierades i mitten av 1990-talet till AJS 37 Viggen. Från 1950-talet har Gustav Röd varit en attackflygdivision. Åren 1995–1998 var divisionen en kombinerad attack- och spaningsflygdivision. Genom omskolningen till JAS 39 Gripen A/B övergick divisionen till att bli en stridsflygdivision, där man utför alla uppdrag, jakt, attack och spaning. Åren 2005–2015 var divisionens huvudsakliga att verka som en utbildningsflygdivision, för utbildning av såväl svenska som utländska piloter till Gripensystemet. Den 1 oktober 2010 fick divisionen ”Spider” som ny anropssignal. Den 1 mars 2010 påbörjade divisionen ombeväpning till JAS 39C/D. Utbildning på det nya flygplan skedde vid Norrbottens flygflottilj, varav även flygplan till en början lånades ifrån. Från den 1 januari 2016 övergick flygdivisionen återigen till att bli en stridsflygdivision inom Flygvapnet.

### 72.stridsflygdivisionen
72. stridsflygdivisionen eller Ghost (ursprungligen Gustav Blå) är 2. divisionen vid Skaraborgs flygflottilj. Divisionen bildades 1941 som en medeltung bombflygdivision för att senare bli lätt bombflygdivision och ombeväpnades och omorganiserades 1951 till attack. Som första flygplan utrustades divisionen med B 16 Caproni. År 1951 gjorde divisionen Gustav Röd sällskap genom att ta steget in i jetåldern, när man började flyga A 21RA. I samband med detta blev Gustav Blå en attackflygdivision och fortsatte sedan med A 32 Lansen. År 1973 blev divisionen Sveriges första Viggendivision, en flygplanstyp som man flög med fram till 1998. Då kunde divisionen återigen titulera sig Sveriges första, denna gång var man först att bli operativa med JAS 39 Gripen. Åren 2005–2015 var divisionens huvudsakliga uppgift att verka som en utbildningsflygdivision, för utbildning av såväl svenska som utländska piloter till Gripensystemet. Den 1 oktober 2010 fick divisionen ”Ghost” som ny anropssignal. På luciadagen den 13 december 2012 flögs det sista flygpasset med A- och B-version av Gripen, vilket markerades med julgransflygning över Västra Götalands län. Divisionen, som varit först i Sverige med att beväpnas med JAS, blev med det den sista att ombeväpnas till C/D-versionen. Från den 1 januari 2016 övergick divisionen till att bli en stridsflygdivision inom Flygvapnet.

### 73.transportflygskvadronen
73. transportflygskvadronen (73. tpflygskv) är en sedan 2021 en flygskvadron vid Skaraborgs flygflottilj som levererar taktiskt transportflyg till Försvarsmakten. Flygskvadronens huvuduppgift är taktiskt transportflyg med Lockheed C-130 Hercules, i Sverige känt som Tp 84 Hercules. Skvadronen har anropssignal ”Phoenix”.

### Gripencentrum
I december 1987 beslutade dåvarande Chefen för Flygvapnet Sven-Olof Olson att Skaraborgs flygflottilj skulle vara den inledande flottiljen som ombeväpnades till JAS 39 Gripen. Detta gav effekten att Sven-Olof Olson i februari 1988 även beslutade om att flyg- och simulatorutbildning av samtliga Gripenförare skulle centraliseras till flottiljen. Dock dröjde det fram till juni 1990 innan flottiljen fick det formella uppdraget att förbereda en omskolning till JAS 39 Gripen. För den centraliserade utbildningen byggdes en helt ny anläggning inne på flottiljområdet i direkt anslutning till den västra uppställningsplattan vid hangarområdet. Anläggningen, eller Gripencentrum som den kallas, invigdes den 9 juni 1996 av Kung Carl XVI Gustaf. Sedan åren 2003–2004 utbildas även utländska piloter vid flottiljen. Utländska piloter har anropssignal "Oscar".

## Tidigare ingående enheter

### 71.transportflygdivisionen
71. transportflygdivisionen eller Mighty var transportflygdivisionen inom Flygvapnet som bildades 1977. 71. transportflygdivisionen var fram till 2012 ett eget krigsförband men ingick senare i 73. transport- och specialflygdivisionen (73. TSFD). Förbandet har ständig beredskap 

### 73.transport- och specialflygdivisionen
73. transport- och specialflygdivisionen tidigare Transport- och specialflygenheten (7. TSFE) har sina rötter i 1. flygtransportgruppen som bildades 1948, samt Stabens flygavdelning vid Svea flygflottilj. Flygtransportgruppen organiserades till en början som ett krigsförband ingående i Flygtransportflottiljen (F 30). Vid F 7 tillhörde flygtransportgruppen organisatoriskt Gustav Gul, det vill säga 3. divisionen. Flygtransportgruppen hade som fredsuppgift att utföra flygtransporter inom Flygvapnet. Till en början tillfördes gruppen transportflygplanet Tp 9, vilka var konverterade från B 18. År 1951 lånades en Tp 79 från AB Aerotransport, vilken tjänstgjorde som transportflygplan åt Fallskärmsjägarskolan. Under 1960-talet uppstod ett större behov av flygtransporter, vilket medförde att Armén och Flygvapnet tillsammans hyrde en de Havilland Canada DHC-4 Caribou, vilken fick beteckningen Tp 55. Efter en längre tids utprovning återlämnades flygplanet i maj 1965 till tillverkaren i Kanada. I dess ställe köptes år 1965 en Lockheed C-130 Hercules som fick beteckningen Tp 84.
Gustav Gul, 3. divisionen, bildad 1942, avvecklades vid utgången av 1977. Redan 1965 avknoppades flygtransportuppgifterna från 3. divisionen. Dessa kvarstod vid F 7 och i dess ställe bildades 71. transportflygdivisionen. Som ett resultat av 1982 års försvarsbeslut kom transportflyget att koncentreras till Såtenäs. Detta efter att det från 1973 fanns en transportflygdivision vid Malmslätt. Denna kom nu att avvecklas, och överfördes till Såtenäs.
Den 1 oktober 2007 överfördes Specialflygenheten från Blekinge flygflottilj (F 17) till Skaraborgs flygflottilj, där den tillsammans med Transportflygdivisionen bildade Transport- och specialflygenheten (7. TSFE). I enheten ingår numer Statsflyget, vilket är baserat på Arlanda, samt specialflyget vilket är baserat på Malmens flygplats.

### 73.skolflygdivisionen
73. skolflygdivisionen eller Gremlin (ursprungligen Gustav Gul) var 3. divisionen vid flottiljen. Divisionen bildades 1941 som en lätt bombflygdivision, och ombeväpnades och omorganiserades i början av 1950-talet till attack. År 1977 avvecklades divisionen av ekonomiska skäl. Flygtransportgruppen, vilken ingick i divisionen, kvarstod dock vid flottiljen. Den 1 januari 2007 återuppstod divisionen, nu som en utbildningsflygdivision, och ansvarade för typinflygningsskede (TIS) för blivande Gripenpiloter.  Den 1 oktober 2010 fick divisionen ”Gremlin” som ny anropssignal. Den 31 december 2012 avvecklades flygdivisionen för andra gången.

### Flygbasjägarskolan
År 1983 bildades vid flottiljen Flygbasjägarskolan, och flottiljen blev då även utbildningsplats för flygbasjägare. Vid försvarsbeslutet 2004 omstrukturerades Flygbasjägarskolans huvudsyssla och omlokaliserades till Blekinge flygflottilj. Flygbasjägarna är menade att med relativt stor eldkraft och i patrullstorlek, avvärja fientliga angrepp mot flygbaser.

### Sektorsansvar
År 1957 avvecklades fyra flygbasområden, vilka ersattes av elva luftförsvarssektorer. De flygflottiljer som tilldelades ett sektoransvar kom att benämnas som sektorflottilj. Detta innebar att flottiljchefen svarade för en luftförsvarssektor. Göta flygflottilj (F 9) tilldelades ansvaret för luftförsvarssektor W2, som i stort sett geografiskt omfattade dagens Västra Götalands län samt Hallands län. Sektorn leddes ifrån luftförsvarscentralen LFC Svalan i Mölndal, vilken fick sin radarinformationen från radargruppcentral Rrgc Hajen. Genom riksdagens beslut om avveckling av F 9, beslutades samtidigt att sektoransvaret skulle överföras på F 7 i Såtenäs, vilket så skedde 1969. Genom att F 7 tilldelades ett sektoransvar, blev flottiljen den enda attackflottiljen inom Flygvapnet med ett sektoransvar. I regel tilldelades detta jaktflottiljer. År 1981 bildades Sektor Syd, vilken var en sammanslagning av luftförsvarssektorerna i södra Sverige, det vill säga sektor S1, S2 och W2. Sektoransvaret för Sektor Syd tilldelades Skånska flygflottiljen (F 10), med ledningsplats i Hästveda. I samband med att Skånska flygflottiljen avvecklades, överfördes strildetachement i Hästveda till F 17. År 2000 avvecklades samtliga luftförsvarssektorer, då benämnda flygkommandon. Sedan den 1 januari 2009 ansvarar Luftstridsskolan (LSS) för luftbevakning via radar.

## Förläggningar och övningsplatser

### Flygbaser
F 7:s bassystem ingick tidigare i de så kallade västgötabaserna (Första flygeskadern). I samband med att fler och fler flottiljer avvecklades under 1980- och 1990-talet övertog F 7 mobiliseringsansvaret från dessa.

## Heraldik och traditioner
Skaraborgs flygflottilj mottog sin första fana 1943, vilken överlämnades av HKH Prins Gustaf Adolf på Såtenäs flygplats. Sedan 1969 har flottiljen traditionsansvar över Göta flygflottilj (F 9), och sedan 1994 för Västgöta flygflottilj (F 6), vilket man kan se i flottiljens nya fana, samt för Brattforshedens krigsflygfält. Vidare bevarar flottiljen sedan 1995 minnet över Första flygeskadern (E 1) där Högkvarteret/FTS har huvudansvaret. Den 13 december 2007 mottog flottiljen en ny förbandsfana, vilken överlämnades av ställföreträdande Chefen för Flygtaktiska staben, Brigadgeneral Anders Silwer till flottiljchefen överste Ingemar Adolfsson. Förbandsfanan har på blå botten ett flygvapenemblem samt två heraldiska vapen. Dessa vapen är placerade närmast stången, det övre är F 6 vapen, där F 7 vapen ingår och det nedre är F 9 vapen. År 2007 instiftades Skaraborgs flygflottiljs förtjänstmedalj i guld, silver och brons (SkarabffljGM/SM/BM).

## Materiel vid förbandet
Flottiljen är tillsammans med Roslagens flygflottilj (F 2), Krigsflygskolan (F 5), Västgöta flygflottilj (F 6), Svea flygflottilj (F 8), Göta flygflottilj (F 9), Hallands flygflottilj (F 14), och Hälsinge flygflottilj (F 15) de flottiljer som Saab 35 Draken aldrig introducerades på.

### Huvudtyper
| Medeltunga & lätta bombflygplan - 1940–1943: B 16A Caproni - 1942–1948: B 17A/B/C - 1948–1951: B 18B Attackflygplan - 1947–1948: A 21A-3 - 1951–1954: A 21RA/B - 1954–1957: A 29B Tunnan - 1956–1974: A 32A Lansen - 1972–1994: AJ 37 Viggen | Enhetsflygplan - 1995–1998: AJS 37 Viggen - 1996–2012: JAS 39A/B Gripen - 2010–idag: JAS 39C/D Gripen Skolflygplan - 1973–1976: Sk 37 Viggen |

### Övriga typer
| Transportflygplan - 1941–1942: Tp 16 Caproni - 1948–1958: Tp 9 - 1950–1981: Tp 79 - 1962–1965: Tp 55 - 1957–1965: Tp 83 - 1965–idag: Tp 84 - 1988–2004: Tp 101 - 2008–idag: Tp 100/OS 100 - 2008–idag: Tp 102C/D | Spaningsflygplan - 1975–1976: SH 37 - 1995–1998: AJSH 37 - 1995–1998: AJSF 37 - 2008–idag: S 100D - 2008–idag: S 102B Helikoptrar - 1970–1988: Hkp 2 - 1985–1992: Hkp 9B - 1988–1998: Hkp 10A |

## Förbandschefer

### Flottijchefer
Åren 1940–1974 titulerades chefen "flottiljchef" och hade överstes tjänstegrad. Åren 1976–1981 hade flottiljchefen titeln "sektorflottiljchef". Sektorflottiljchefen hade graden överste av 1:a graden. Dennes ställföreträdare titulerades ibland även han som "flottiljchef". Dessa sistnämnda är inte upptagna i nedan förteckning. Sedan 1994 tituleras chefen återigen "flottiljchef" och har tjänstegraden överste.

- 1940–1945: Folke Ramström
- 1945–1950: Ingvar Berg
- 1950–1957: Stig Norén
- 1957–1958: Åke Sundén
- 1958–1968: Folke Barkman
- 1968–1972: Bengt Lehander
- 1972–1978: Karl-Erik Fernander
- 1978–1985: Björn Amelin
- 1985–1993: Stig Abrahamsson
- 1993–1998: Krister Backryd
- 1998–2001: Jan Andersson
- 2001–2005: Fredrik Hedén
- 2006–2008: Ingemar Adolfsson
- 2009–2013: Ingela Mathiasson
- 2013–2013: Per Danielsson [f]
- 2013–2016: Michael Cherinet [g]
- 2016–2019: Lars Helmrich [h]
- 2019–2022: Malin Persson [i]
- 2022–2025: Överste Adam Nelson [j]
- 2025–20xx: Överste Mattias Ottis [l]

### Flottiljförvaltare
Flottiljförvalatare är en specialistofficersgrad i flottan och flygvapnet och i flygvapnet placerad mellan mellan major och överstelöjtnant. 
- 2009–2025: ???
- 2025–20xx: Flottiljförvaltare Torbjörn Lingvall [m]

## Namn, beteckning och förläggningsort
| Kungl. Värmlands flygflottilj  | 1936-??-?? | – | 1938-??-?? |
| Kungl. Göta flygflottilj       | 1938-??-?? | – | 1940-??-?? |
| Kungl. Skaraborgs flygflottilj | 1940-07-01 | – | 1974-12-31 |
| Skaraborgs flygflottilj        | 1975-01-01 | – |            |

| F 7       | 1940-07-01 | – | 1969-06-30 |
| F 7/Se W2 | 1969-07-01 | – | 1981-06-30 |
| F 7       | 1981-07-01 | – |            |

| Såtenäs flygplats (F)    | 1940-07-01 | – |            |
| Hovby flygbas (B)        | 196?-??-?? | – | 1975-??-?? |
| Råda flygbas (B)         | 196?-??-?? | – |            |
| Hagshult flygbas (B)     | 19??-??-?? | – | 1994-??-?? |
| Säve flygplats (B)       | 1969-07-01 | – | 1994-??-?? |
| Hovby flygbas (B)        | 196?-??-?? | – | 1999-??-?? |
| Eskilstunabasen (B)      | 1994-??-?? | – | 2004-12-31 |
| Karlsborgs flygplats (B) | 1994-07-01 | – |            |
| Hasslösa flygbas (B)     | 1994-??-?? | – | 1999-??-?? |
| Moholm flygbas (B)       | 1994-??-?? | – | 1999-??-?? |

## Galleri

Vapen för Skaraborgs flygflottilj åren 1940–1994 tolkat efter dess blasonering.
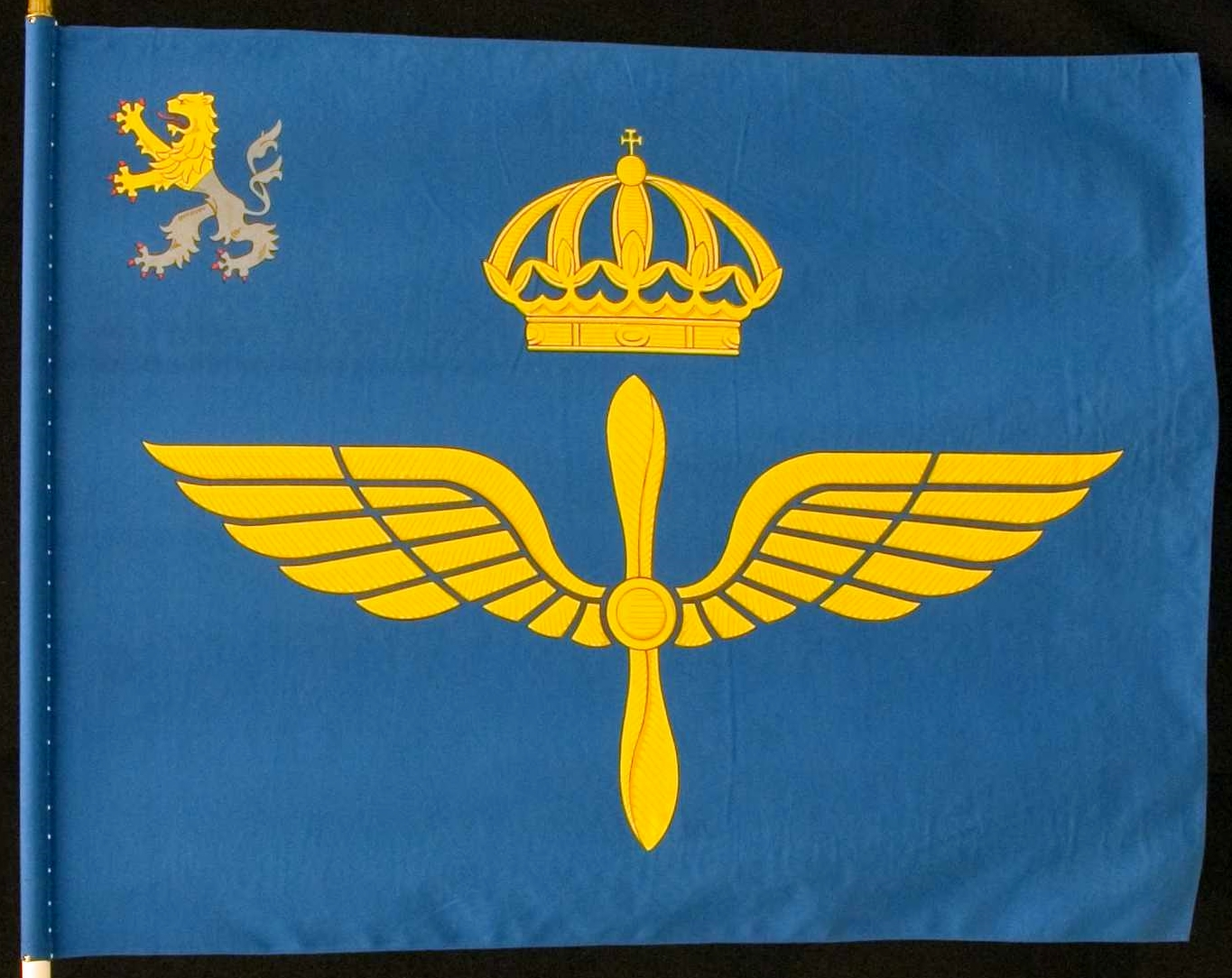
Flottiljens ursprungliga fana.
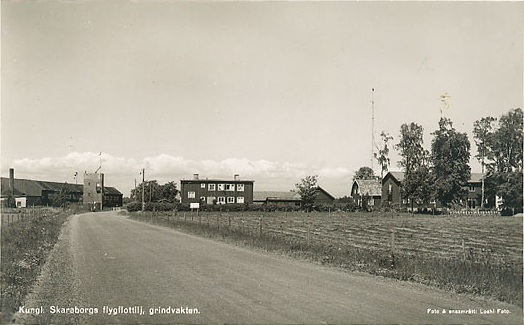
Kasernvakten vid flottiljen 1956.
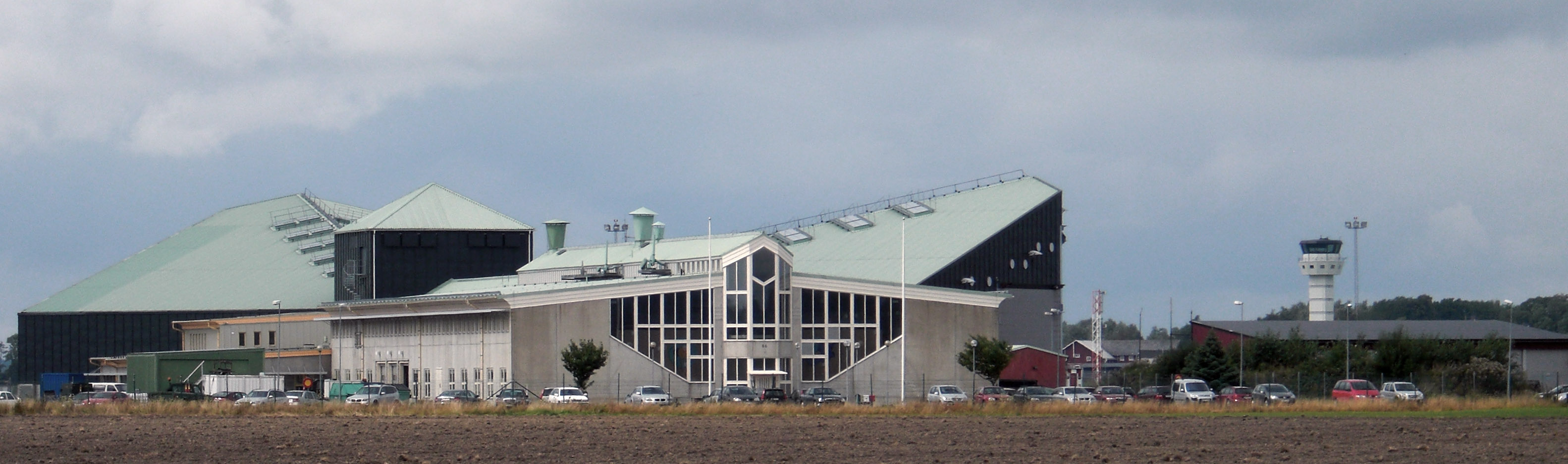
Flottiljen sedd från vägen till huvudgrindarna.
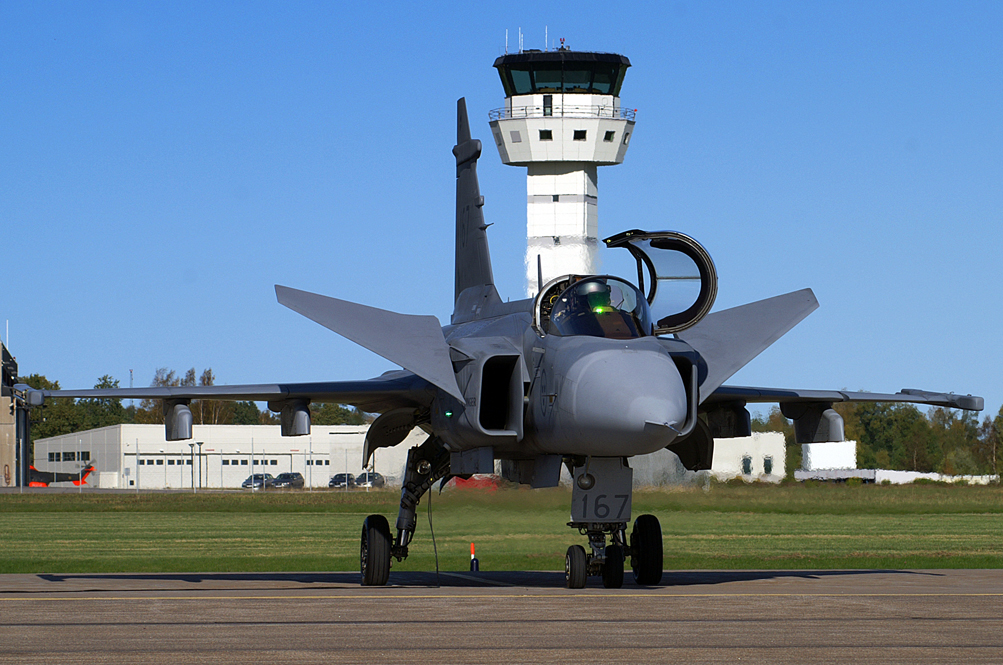
JAS 39A (39167) framför flottiljens kontrolltorn.
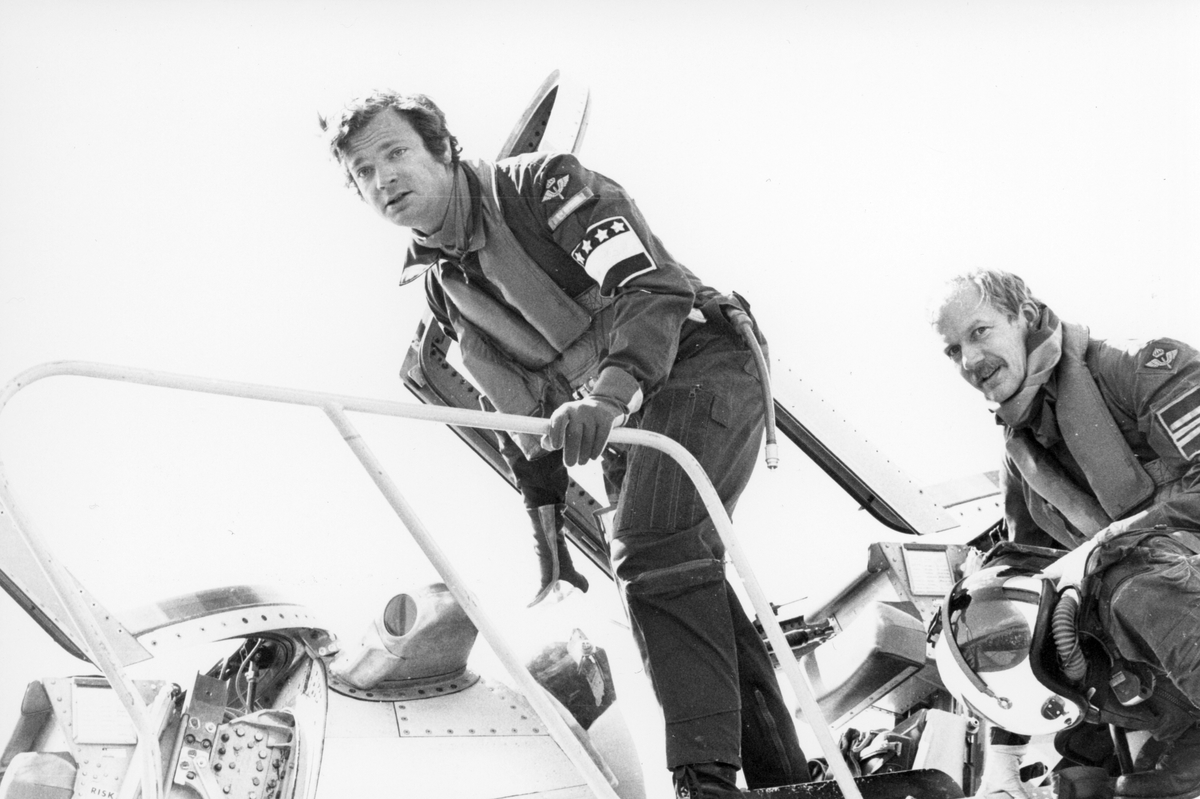
Kung Carl XVI Gustafs besök vid F 7 den 11 juni 1974.
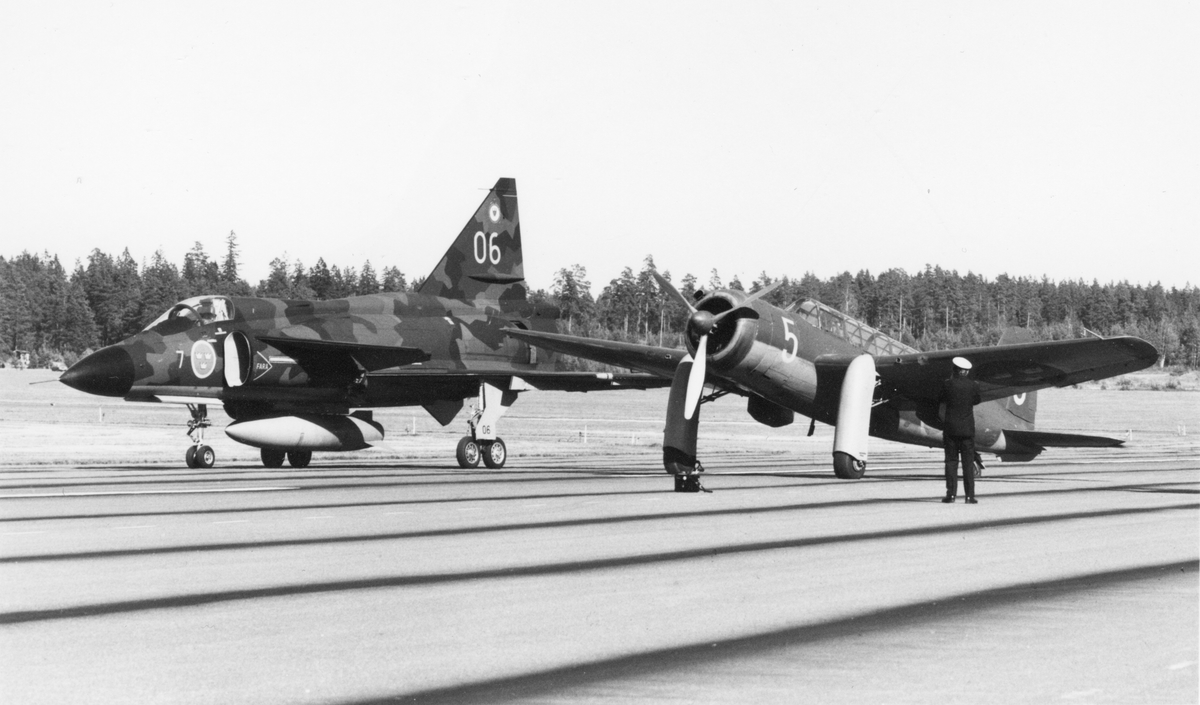
AJ 37 Viggen (C/N 37006) och Saab S 17 (C/N 005) vid flottiljen 1975.
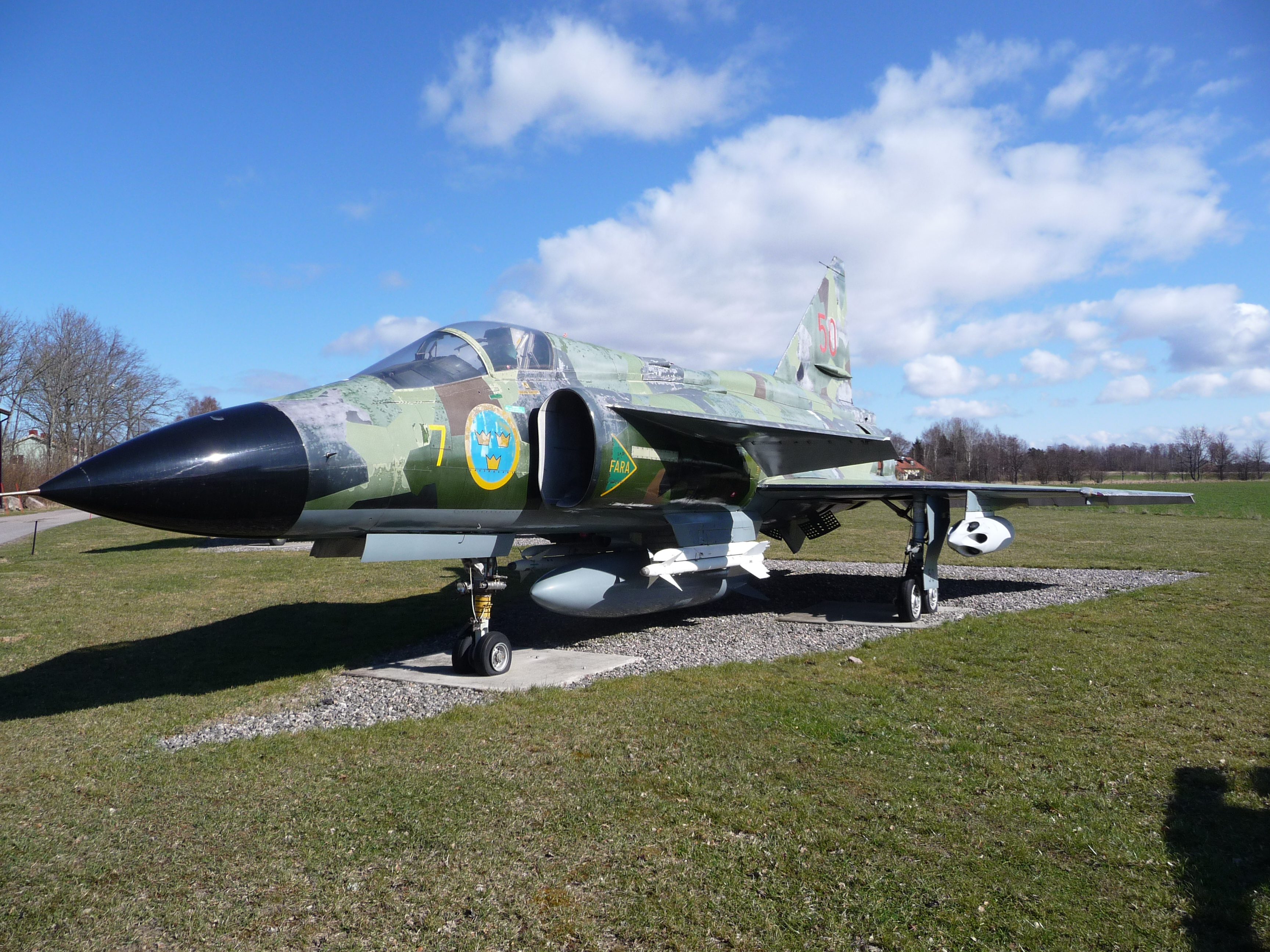
AJ 37 Viggen (C/N 37050)
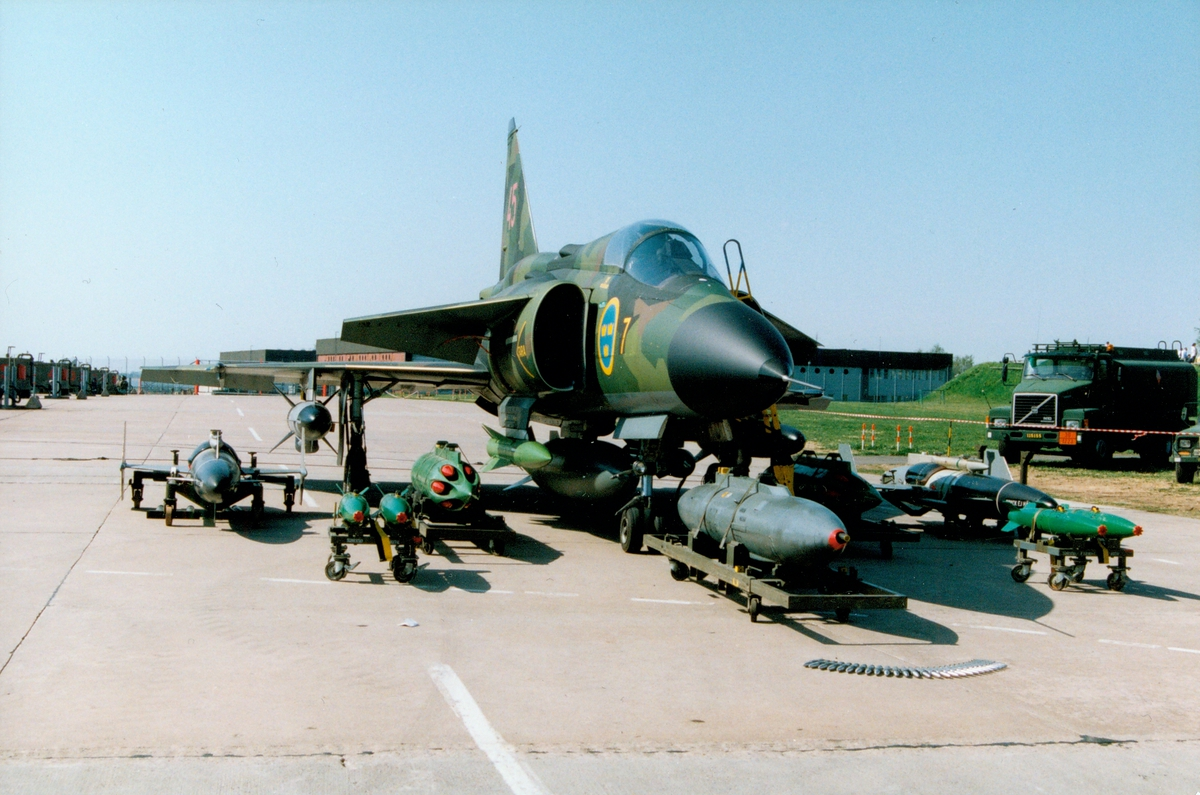
AJ 37 Viggen (C/N 37045) uppställd med beväpningsalternativen synliga
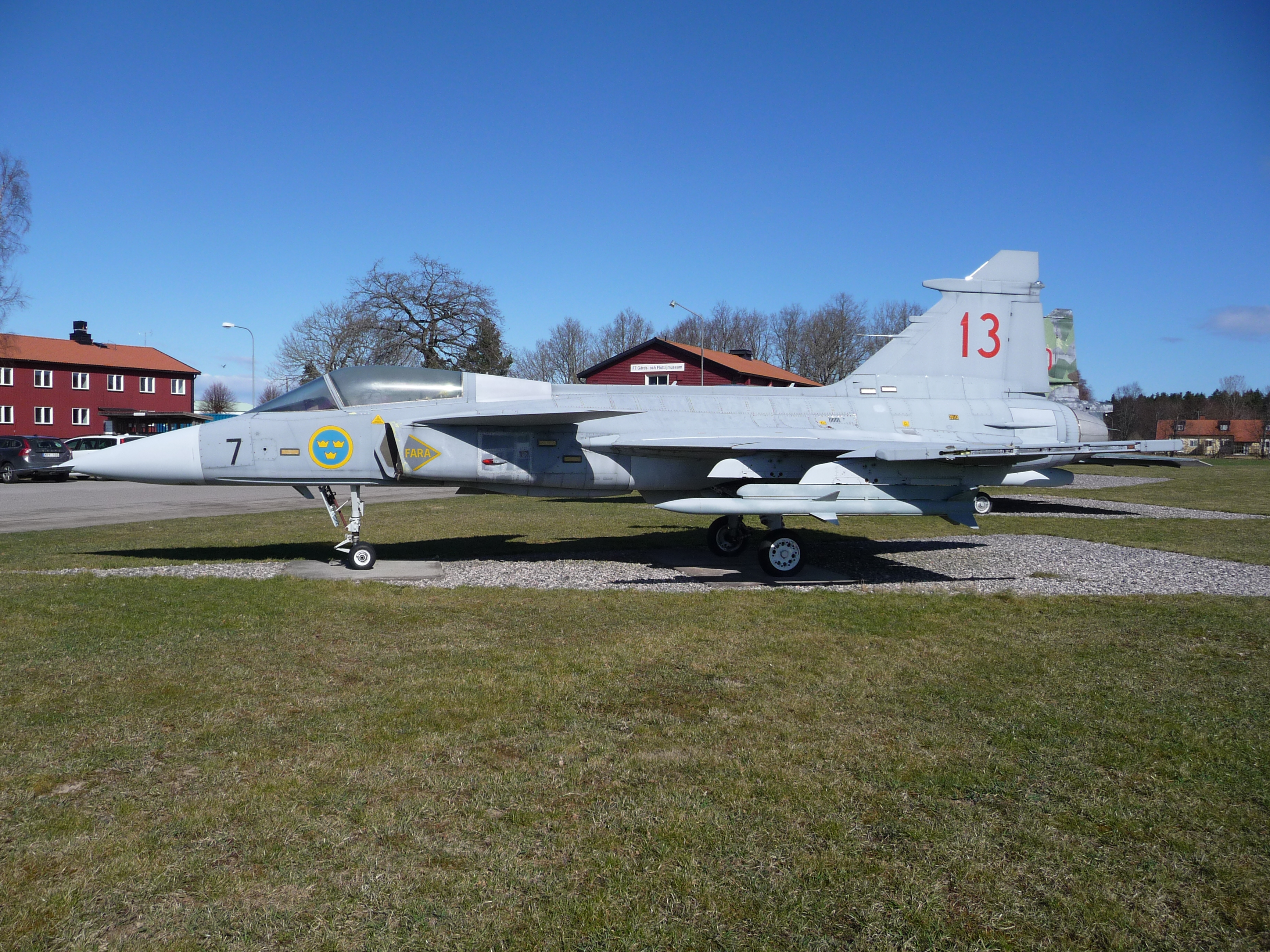
JAS 39A Gripen (C/N 39113)